# Mycetophila scitula
Mycetophila scitula är en tvåvingeart som först beskrevs av Laffoon 1957.  Mycetophila scitula ingår i släktet Mycetophila och familjen svampmyggor.
Artens utbredningsområde är New York. Inga underarter finns listade i Catalogue of Life.